# Redbergslids IK Fotboll
Redbergslids IK Fotboll var Redbergslids IK:s fotbollssektion. Föreningens främsta merit är säsongen i Fotbollsallsvenskan 1930/1931. RIK har spelat nio säsonger i den näst högsta divisionen – senast 1967. Verksamheten är numera nerlagd, och sista säsongen RIK deltog i seriespel var 2001.
RIK spelade i svarta tröjor med gul krage och manschett och vita byxor.

## Historia
Redbergslids IK grundades 6 december 1916 av en grupp tonårsgrabbar i ett pojkrum på Redbergsvägen 20. De första idrotterna var skridskor, bandy och skidåkning, och det bestämdes att klubbens färger var vitt och blått. Därefter började man med friidrott och terränglöpning. Våren 1917 startades fotbollslag, senare under namnet Redbergslids IK Fotboll. Klubbens tre mest kända fotbollsspelare är Sven Rydell, Karl-Alfred Jacobsson och Gunnar Gren.

### Allsvenskan
Redbergslid blev klart för allsvenskt spel efter seriesegern i division II 1929/1930. Rolf Gardtman gjorde 20 mål under säsongen. Han blev sedan landslagsman. I laget spelade även hans bror Elve Gardtman samt Sven Rydell, Gösta Svensson och Carl Thorin. 
RIK spelade i fotbollsallsvenskan säsongen 1930/1931. Man tog 15 poäng, vilket var lika många poäng som IF Elfsborg och IFK Eskilstuna, men då laget hade den sämsta målskillnaden av de tre lagen åkte man ur tillsammans med Sandvikens IF. 
I sista omgången vann RIK hemma mot IFK Malmö med 6-2, och kontraktet verkade vara klart. Men så kom beskedet att Elfsborg kvitterat mot AIK i slutminuterna, och det var då klart att RIK åkte ur. Efter säsongen tvångsdegraderades Redbergslid till botten av seriesystemet för "ovarsamhet med penningutbetalning och bristfällig bokföring". Anledningen var en otillåten belöning till spelarna i form av klockor. 
Rolf Gardtman värvades tillsammans med Rydell och Thorin till Örgryte IS 1931.
Laget gav under den allsvenska säsongen upphov till begreppet "smokinglir", på grund av sitt eleganta spel.